# Шевалье, Этьен
Этье́н Шевалье́ (фр. Etienne Chevalier) (ок. 1410, Мелён — 3 или 14 сентября 1474) — французский государственный деятель и дипломат.
Был сыном секретаря короля Карла VII Жана Шевалье. Изучал право, был, как и отец, с 1442 года королевским секретарём, с 1449 года главой Палаты счетов, с 1452 года — казначеем Франции (став на этом посту, таким образом, преемником впавшего в немилость первого королевского казначея Жака Кёра). В 1461 году король Людовик XI снял его с должности главного казначея, но оставил служить при Палате счетов. Несколько раз возглавлял французские посольства в Англию.
Известен как заказчик двух произведений искусства: так называемого часослова Этьена Шевалье и Меленского диптиха, на котором в том числе изображён сам.